# Vittavalleibeek
Vittavalleibeek (Zweeds – Fins: Vittavuomaoja) is een beek, die stroomt in e Zweedse  gemeente Pajala. De rivier verzorgt de afwatering van de Vittavallei. Ze stroomt naar het noordoosten en levert na circa vijf kilometer haar water in bij de Aljunrivier.
Afwatering: Vittavalleibeek → Aljunrivier → Merasrivier → Muonio → Torne → Botnische Golf